# Bruno Senna
Bruno Senna Lalli (ur. 15 października 1983 w São Paulo) – brazylijski kierowca wyścigowy i siostrzeniec trzykrotnego mistrza świata Formuły 1, Ayrtona Senny. W latach 2010-2012 startował w Formule 1, reprezentując kolejno zespoły: Hispania Racing F1 Team, Lotus Renault GP oraz Williams. W 2013 r. powrócił do FIA World Endurance Championship i Le Mans. Reprezentuje zespół Aston Martin Racing.

## Życiorys

### Początki kariery

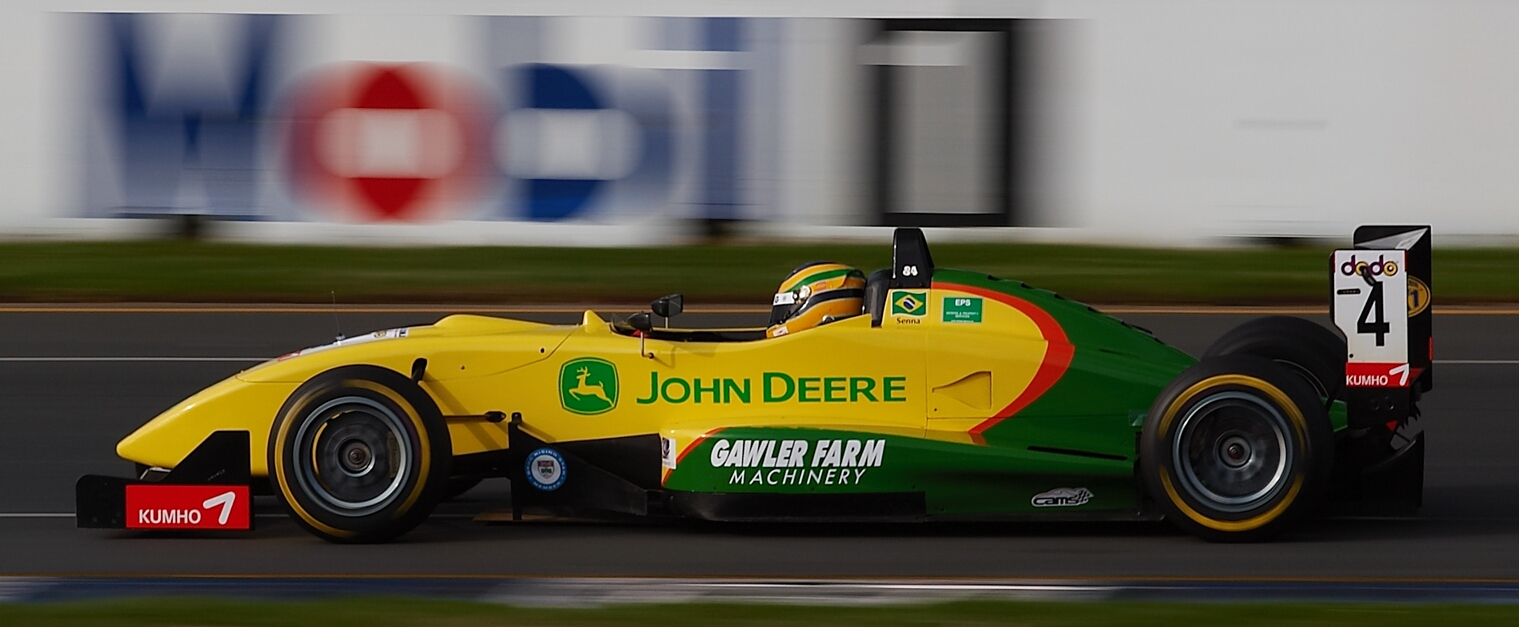
Bruno Senna w trakcie wyścigu Formuły 3 w Australii w 2006 roku

Bruno trenował na kartach wraz z Ayrtonem Senną, który cenił jego umiejętności. Śmierć Ayrtona Senny szybko zakończyła jego karierę, jednak w ostatnich latach były partner Ayrtona Senny, Gerhard Berger przekonał rodzinę Bruna do pomocy w rozwijaniu jego kariery. Po pięciu wyścigach w Formule BMW i Formule Renault przeniósł się do Brytyjskiej Formuły 3 w 2005 roku. W ostatnich siedmiu wyścigach sezonu trzykrotnie stanął na podium, startując w barwach zespołu Räikkönen Robertson Racing.
Brał udział w wyścigach pomocniczych Formuły 3 podczas Grand Prix Australii 2006, wygrał trzy z czterech, które się odbyły. W sezonie 2006 startował w Formule 3 w barwach zespołu, którego właścicielami są Kimi Räikkönen i jego menedżerowie Steve i David Robertson. W klasyfikacji końcowej zajął trzecie miejsce. Następnie podpisał kontrakt z ekipą GP2 Arden International na występy w sezonie 2007.
12 maja 2007 roku Bruno Senna odniósł na torze w Barcelonie pierwsze w karierze zwycięstwo w GP2.

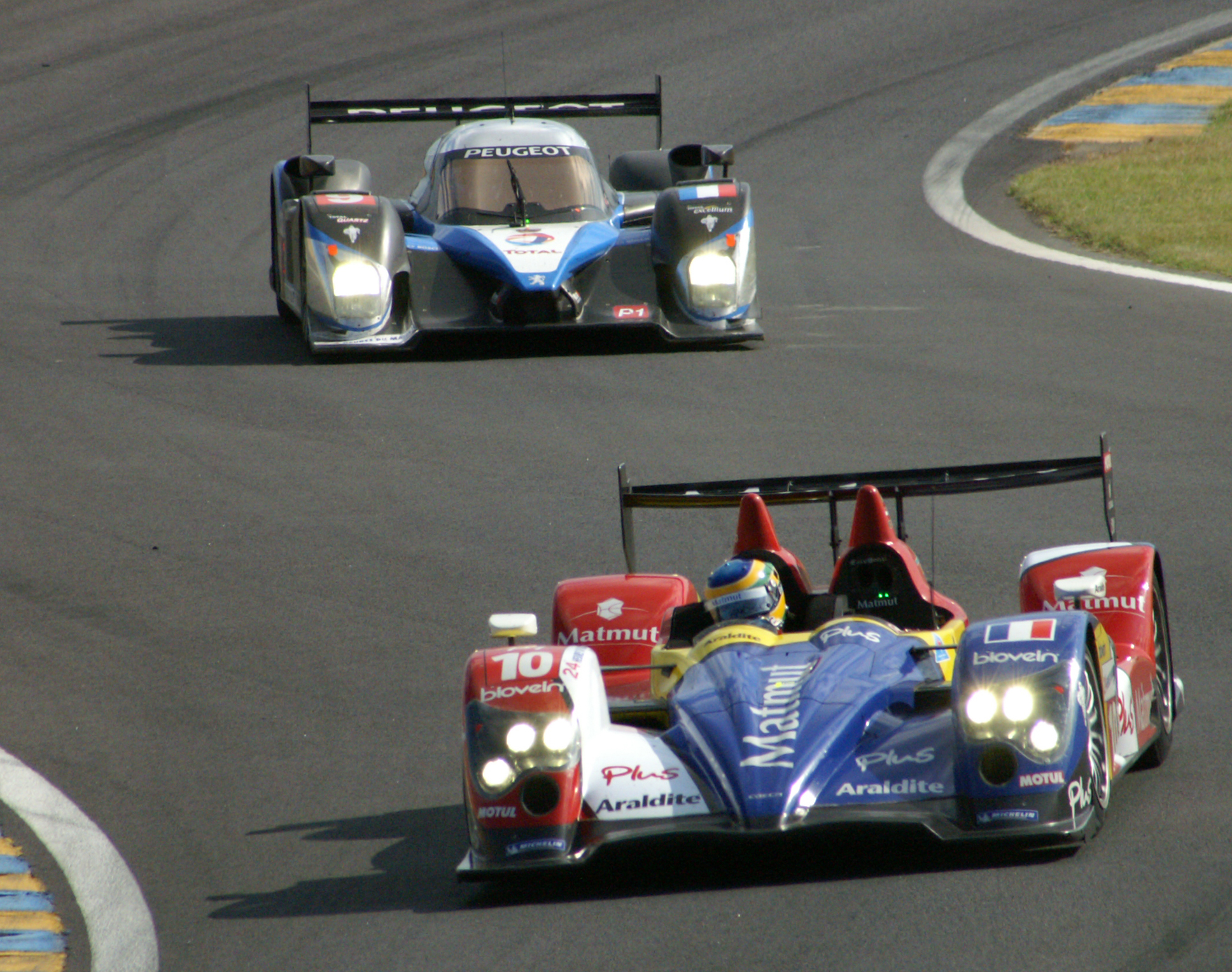
Senna w Oreca LMP1 z serii Le Mans

### Formuła 1

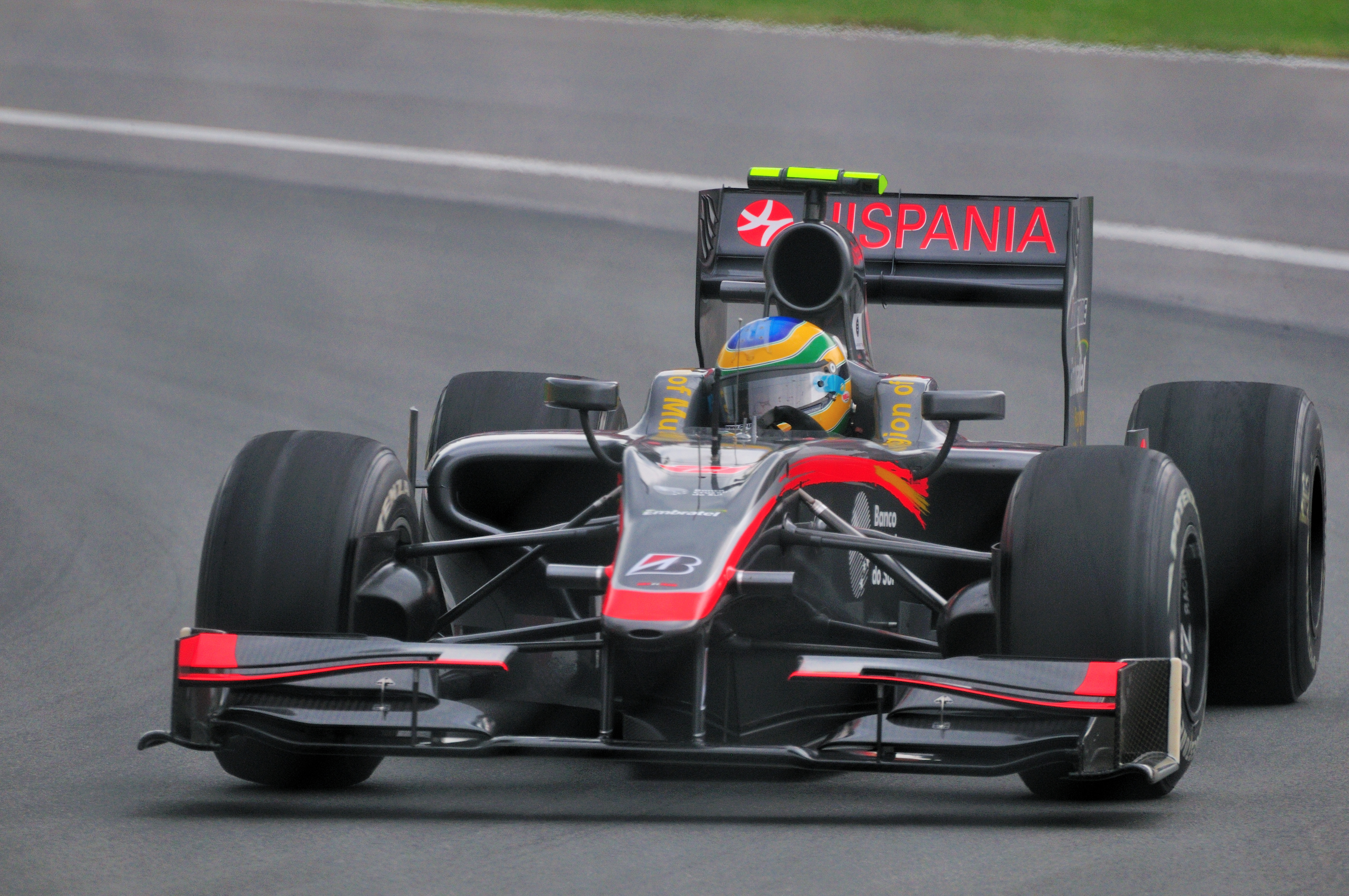
Senna podczas Grand Prix Kanady 2010

W roku 2008 dostał propozycję startów w sezonie 2009 w zespole Honda Racing F1, do podpisania umowy jednak nie doszło, gdyż Honda z powodów ogólnoświatowego kryzysu wycofała się z Formuły 1. Startował w wyścigach długodystansowych Le Mans w zespole ORECA.
W 2009 roku przed kwalifikacjami do Grand Prix Abu Zabi, Senna podpisał kontrakt początkowo z Campos Meta Team. Kiedy okazało się, że zespół popadł w problemy finansowe, przyszłość w Formule 1 Senny była niepewna. Ostatecznie 19 lutego 2010 zespół został kupiony przez José Ramóna Carabante, który przekształcił zespół w Hispania Racing F1 Team. Niespełna tydzień przed rozpoczęciem sezonu zespół zaprezentował bolid Hispania F110 oraz przedstawił drugiego kierowcę, którym został Karun Chandhok. Pierwsze kilometry Senna zaliczył w bolidzie HRT w pierwszym treningu do Grand Prix Bahrajnu. Zajął ostatnie miejsce z czasem gorszym od pierwszego kierowcy o ok. 8 sekund. W kwalifikacjach do Grand Prix Bahrajnu ustanowił dwudziesty trzeci czas przed partnerem z zespołu, który był ostatni z czasem gorszym o sekundę. Senna wystartował z alei serwisowej, wyścig zakończył na 17 okrążeniu przez awarię silnika. W Grand Prix Australii Senna uzyskał ponownie dwudziesty trzeci czas, zakończył wyścig na czwartym okrążeniu przez awarię układu hydraulicznego. Podczas kwalifikacji do Grand Prix Malezji trzeci raz z rzędu wystartował dwudziesty trzeci. Jego najwyższa pozycja startowa to osiemnaste miejsce, które uzyskał w Grand Prix Węgier. W Grand Prix Wielkiej Brytanii Senna został zastąpiony przez Sakona Yamamoto byłego kierowcę Spykera oraz Super Aguri. Szef zespołu stwierdził iż chciał zobaczyć jak sobie poradzi za kółkiem bolidu Japończyk, potwierdzając następnie że w wyścigu o Grand Prix Niemiec Senna będzie brał udział.
Sezon 2011 rozpoczął jako kierowca testowy zespołu Lotus Renault GP. Podczas pierwszego treningu do Grand Prix Węgier zastąpił Nicka Heidfelda.
24 sierpnia 2011 ogłoszono, że Senna zastąpi Heidfielda podczas całego weekendu Grand Prix Belgii i Włoch. Podczas swojego drugiego startu w LRGP, a dwudziestego w F1, w GP Włoch, zajmując dziewiąte miejsce (po starcie z dziesiątego) wywalczył swoje pierwsze dwa punkty w karierze Formuły 1 i pojawił się na 18. pozycji w klasyfikacji generalnej. Podczas nocnego wyścigu na Marina Bay w Singapurze wystartował z 15. miejsca i utrzymał je do mety.
17 stycznia 2012 zespół Williams potwierdził podpisanie kontraktu z Senną na starty w sezonie 2012.
Senna jeździł w kasku bazującym na tym, w którym jeździł jego tragicznie zmarły wuj, Ayrton Senna. Różni on się użyciem koloru granatowego zamiast czarnego oraz falowanymi liniami, podczas gdy tamten miał je proste.

### Po Formule 1
Od 2013 roku Brazylijczyk startuje głównie w wyścigach długodystansowych, w FIA World Endurance Championship, American Le Mans Series oraz w 24-godzinnym wyścigu Le Mans. Poza tym Senna pojawiał się także w stawce Stock Car Brasil, Blancpain Endurance Series.
W sezonie 2014/2015 Brazylijczyk podpisał kontrakt z indyjską ekipą Mahindra Racing na starty w Formule E. W ciągu jedenastu wyścigów, w których wystartował, uzbierał łącznie 40 punktów. Został sklasyfikowany na dziesiątej pozycji w końcowej klasyfikacji kierowców.

## Wyniki

### Formuła 1
| Legenda oznaczeń w tabelach wyników Wyświetl szablon na nowej stronie | Legenda oznaczeń w tabelach wyników Wyświetl szablon na nowej stronie                                                                     |
| Oznaczenie                                                            | Wyjaśnienie |
| --------------------------------------------------------------------- | --- |
| Złoty                                                                 | Zwycięzca lub mistrzostwo |
| Srebrny                                                               | 2. miejsce lub wicemistrzostwo |
| Brązowy                                                               | 3. miejsce lub II wicemistrzostwo |
| Zielony                                                               | Ukończył, punktował (w klasyfikacji generalnej, gdy zdobył co najmniej jeden punkt na przestrzeni sezonu, poza trzema powyższymi opcjami) |
| Niebieski                                                             | Ukończył, nie punktował (w klasyfikacji generalnej, gdy nie zdobył co najmniej jednego punktu na przestrzeni sezonu)                      |
| Czerwony                                                              | Nie zakwalifikował się (NZ) |
| Czerwony                                                              | Nie prekwalifikował się (NPK) |
| Różowy                                                                | Nie ukończył (NU) |
| Różowy                                                                | Niesklasyfikowany (NS) (w klasyfikacji generalnej, gdy nie został sklasyfikowany w żadnym wyścigu sezonu)                                 |
| Czarny                                                                | Zdyskwalifikowany (DK) |
| Czarny                                                                | Wykluczony (WYK/EX) |
| Biały                                                                 | Nie wystartował (NW) |
| Biały                                                                 | Kontuzjowany (K/INJ) |
| Biały                                                                 | Wyścig odwołany (OD/C) |
| Bez koloru                                                            | Został wycofany (WYC/WD) |
| Bez koloru                                                            | Nie przybył (NP/DNA) |
| Bez koloru                                                            | Nie brał udziału w treningach (NT/DNP) |
| Bez koloru                                                            | Nie został zgłoszony (–) |
| Pogrubienie                                                           | Start z pole position |
| Kursywa                                                               | Najszybsze okrążenie wyścigu |
| †                                                                     | Nie ukończył, ale jego rezultat został zaliczony ze względu na przejechanie więcej niż 90% dystansu wyścigu.                              |
| *                                                                     | Sezon w trakcie |
| 1/2/3                                                                 | Punktowana pozycja w sprincie kwalifikacyjnym                                                                                             |
| Lista systemów punktacji Formuły 1                                    | |

| Sezon | Zespół                  | Samochód                | Pozycje startowe / w wyścigach | Pozycje startowe / w wyścigach | Pozycje startowe / w wyścigach | Pozycje startowe / w wyścigach | Pozycje startowe / w wyścigach | Pozycje startowe / w wyścigach | Pozycje startowe / w wyścigach | Pozycje startowe / w wyścigach | Pozycje startowe / w wyścigach | Pozycje startowe / w wyścigach | Pozycje startowe / w wyścigach | Pozycje startowe / w wyścigach | Pozycje startowe / w wyścigach | Pozycje startowe / w wyścigach | Pozycje startowe / w wyścigach | Pozycje startowe / w wyścigach | Pozycje startowe / w wyścigach | Pozycje startowe / w wyścigach | Pozycje startowe / w wyścigach | Pozycje startowe / w wyścigach | Pozycje startowe / w wyścigach |
| Sezon | Zespół                  | Silnik                  | 1                              | 2                              | 3                              | 4                              | 5                              | 6                              | 7                              | 8                              | 9                              | 10                             | 11                             | 12                             | 13                             | 14                             | 15                             | 16                             | 17                             | 18                             | 19                             | 20                             | 21                             |
| 2010  |                         |                         | Bahrajn                        | Australia                      | Malezja                        |                                | Hiszpania                      | Monako                         | Turcja                         | Kanada                         | Unia Europejska                | Wielka Brytania                | Niemcy                         | Węgry                          | Belgia                         | Włochy                         | Singapur                       | Japonia                        | Korea Południowa               | Brazylia                       |                                |                                |                                |
| ----- | ----------------------- | ----------------------- | ------------------------------ | ------------------------------ | ------------------------------ | ------------------------------ | ------------------------------ | ------------------------------ | ------------------------------ | ------------------------------ | ------------------------------ | ------------------------------ | ------------------------------ | ------------------------------ | ------------------------------ | ------------------------------ | ------------------------------ | ------------------------------ | ------------------------------ | ------------------------------ | ------------------------------ | ------------------------------ | ------------------------------ |
| 2010  | Hispania Racing F1 Team | Hispania F110           | 23                             | 23                             | 23                             | 23                             | 24                             | 22                             | 22                             | 22                             | 24                             | -                              | 20                             | 23                             | 18                             | 22                             | 23                             | 23                             | 24                             | 24                             | 23                             |                                |                                |
| 2010  | Hispania Racing F1 Team | Cosworth CA2010 2,4l V8 | NU                             | NU                             | 16                             | 16                             | NU                             | NU                             | NU                             | NU                             | 20                             | -                              | 19                             | 17                             | NU                             | NU                             | NU                             | 15                             | 14                             | 21                             | 19                             |                                |                                |
| 2011  |                         |                         | Australia                      | Malezja                        |                                | Turcja                         | Hiszpania                      | Monako                         | Kanada                         | Unia Europejska                | Wielka Brytania                | Niemcy                         | Węgry                          | Belgia                         | Włochy                         | Singapur                       | Japonia                        | Korea Południowa               | Indie                          |                                | Brazylia                       |                                |                                |
| 2011  | Lotus Renault GP        | Renault R31             | -                              | -                              | -                              | -                              | -                              | -                              | -                              | -                              | -                              | -                              | -                              | 7                              | 10                             | 15                             | 10                             | 15                             | 15                             | 14                             | 9                              |                                |                                |
| 2011  | Lotus Renault GP        | Renault RS27-2011       | -                              | -                              | -                              | -                              | -                              | -                              | -                              | -                              | -                              | -                              | -                              | 13                             | 9                              | 15                             | 16                             | 13                             | 12                             | 16                             | 17                             |                                |                                |
| 2012  |                         |                         | Australia                      | Malezja                        |                                | Bahrajn                        | Hiszpania                      | Monako                         | Kanada                         | Unia Europejska                | Wielka Brytania                | Niemcy                         | Węgry                          | Belgia                         | Włochy                         | Singapur                       | Japonia                        | Korea Południowa               | Indie                          |                                | Stany Zjednoczone              | Brazylia                       |                                |
| 2012  | Williams F1             | Williams FW34           | 14                             | 13                             | 14                             | 15                             | 17                             | 13                             | 16                             | 13                             | 14                             | 14                             | 9                              | 17                             | 13                             | 17                             | 18                             | 18                             | 13                             | 14                             | 10                             | 11                             |                                |
| 2012  | Williams F1             | Renault RS27-2012       | 16                             | 6                              | 7                              | 22                             | NU                             | 10                             | 17                             | 10                             | 9                              | 17                             | 7                              | 12                             | 10                             | 18                             | 14                             | 15                             | 10                             | 8                              | 10                             | NU                             |                                |

### GP2
| Legenda oznaczeń w tabelach wyników Wyświetl szablon na nowej stronie | Legenda oznaczeń w tabelach wyników Wyświetl szablon na nowej stronie                                                                     |
| Oznaczenie                                                            | Wyjaśnienie |
| --------------------------------------------------------------------- | --- |
| Złoty                                                                 | Zwycięzca lub mistrzostwo |
| Srebrny                                                               | 2. miejsce lub wicemistrzostwo |
| Brązowy                                                               | 3. miejsce lub II wicemistrzostwo |
| Zielony                                                               | Ukończył, punktował (w klasyfikacji generalnej, gdy zdobył co najmniej jeden punkt na przestrzeni sezonu, poza trzema powyższymi opcjami) |
| Niebieski                                                             | Ukończył, nie punktował (w klasyfikacji generalnej, gdy nie zdobył co najmniej jednego punktu na przestrzeni sezonu)                      |
| Czerwony                                                              | Nie zakwalifikował się (NZ) |
| Czerwony                                                              | Nie prekwalifikował się (NPK) |
| Różowy                                                                | Nie ukończył (NU) |
| Różowy                                                                | Niesklasyfikowany (NS) (w klasyfikacji generalnej, gdy nie został sklasyfikowany w żadnym wyścigu sezonu)                                 |
| Czarny                                                                | Zdyskwalifikowany (DK) |
| Czarny                                                                | Wykluczony (WYK/EX) |
| Biały                                                                 | Nie wystartował (NW) |
| Biały                                                                 | Kontuzjowany (K/INJ) |
| Biały                                                                 | Wyścig odwołany (OD/C) |
| Bez koloru                                                            | Został wycofany (WYC/WD) |
| Bez koloru                                                            | Nie przybył (NP/DNA) |
| Bez koloru                                                            | Nie brał udziału w treningach (NT/DNP) |
| Bez koloru                                                            | Nie został zgłoszony (–) |
| Pogrubienie                                                           | Start z pole position |
| Kursywa                                                               | Najszybsze okrążenie wyścigu |
| †                                                                     | Nie ukończył, ale jego rezultat został zaliczony ze względu na przejechanie więcej niż 90% dystansu wyścigu.                              |
| *                                                                     | Sezon w trakcie |
| 1/2/3                                                                 | Punktowana pozycja w sprincie kwalifikacyjnym                                                                                             |
| Lista systemów punktacji Formuły 1                                    | |

| 2007 | Arden International  | BHR | BHR | ESP | ESP | MON | FRA | FRA | GBR | GBR | DEU | DEU | HUN | HUN | TUR | TUR | ITA | ITA | BEL | BEL | VAL | VAL | 34 | 8 |
| 2007 | Arden International  | 4   | 8   | 1   | 4   | 11  | 3   | 7   | 11  | 10  | 15  | NU  | 13  | 12  | 10  | 6   | 4   | 3   | NU  | 8   | NU  | 14  | 34 | 8 |
| 2008 | iSport International | ESP | ESP | TUR | TUR | MON | MON | FRA | FRA | GBR | GBR | DEU | DEU | HUN | HUN | VAL | VAL | BEL | BEL | ITA | ITA |     | 64 | 2 |
| 2008 | iSport International | 2   | 4   | 15  | NU  | 1   | 5   | NU  | 5   | 6   | 1   | 4   | 3   | 3   | 3   | 9   | NU  | 11  | NU  | 5   | 8   |     | 64 | 2 |

### Azjatycka Seria GP2
| Legenda oznaczeń w tabelach wyników Wyświetl szablon na nowej stronie | Legenda oznaczeń w tabelach wyników Wyświetl szablon na nowej stronie                                                                     |
| Oznaczenie                                                            | Wyjaśnienie |
| --------------------------------------------------------------------- | --- |
| Złoty                                                                 | Zwycięzca lub mistrzostwo |
| Srebrny                                                               | 2. miejsce lub wicemistrzostwo |
| Brązowy                                                               | 3. miejsce lub II wicemistrzostwo |
| Zielony                                                               | Ukończył, punktował (w klasyfikacji generalnej, gdy zdobył co najmniej jeden punkt na przestrzeni sezonu, poza trzema powyższymi opcjami) |
| Niebieski                                                             | Ukończył, nie punktował (w klasyfikacji generalnej, gdy nie zdobył co najmniej jednego punktu na przestrzeni sezonu)                      |
| Czerwony                                                              | Nie zakwalifikował się (NZ) |
| Czerwony                                                              | Nie prekwalifikował się (NPK) |
| Różowy                                                                | Nie ukończył (NU) |
| Różowy                                                                | Niesklasyfikowany (NS) (w klasyfikacji generalnej, gdy nie został sklasyfikowany w żadnym wyścigu sezonu)                                 |
| Czarny                                                                | Zdyskwalifikowany (DK) |
| Czarny                                                                | Wykluczony (WYK/EX) |
| Biały                                                                 | Nie wystartował (NW) |
| Biały                                                                 | Kontuzjowany (K/INJ) |
| Biały                                                                 | Wyścig odwołany (OD/C) |
| Bez koloru                                                            | Został wycofany (WYC/WD) |
| Bez koloru                                                            | Nie przybył (NP/DNA) |
| Bez koloru                                                            | Nie brał udziału w treningach (NT/DNP) |
| Bez koloru                                                            | Nie został zgłoszony (–) |
| Pogrubienie                                                           | Start z pole position |
| Kursywa                                                               | Najszybsze okrążenie wyścigu |
| †                                                                     | Nie ukończył, ale jego rezultat został zaliczony ze względu na przejechanie więcej niż 90% dystansu wyścigu.                              |
| *                                                                     | Sezon w trakcie |
| 1/2/3                                                                 | Punktowana pozycja w sprincie kwalifikacyjnym                                                                                             |
| Lista systemów punktacji Formuły 1                                    | |

| Rok  | Zespół               | Wyniki w poszczególnych eliminacjach | Wyniki w poszczególnych eliminacjach | Wyniki w poszczególnych eliminacjach | Wyniki w poszczególnych eliminacjach | Wyniki w poszczególnych eliminacjach | Wyniki w poszczególnych eliminacjach | Wyniki w poszczególnych eliminacjach | Wyniki w poszczególnych eliminacjach | Wyniki w poszczególnych eliminacjach | Wyniki w poszczególnych eliminacjach | Punkty | Pozycja |
| ---- | -------------------- | ------------------------------------ | ------------------------------------ | ------------------------------------ | ------------------------------------ | ------------------------------------ | ------------------------------------ | ------------------------------------ | ------------------------------------ | ------------------------------------ | ------------------------------------ | ------ | ------- |
| 2008 | iSport International | ARE                                  | ARE                                  | IDN                                  | IDN                                  | MAL                                  | MAL                                  | BHR                                  | BHR                                  | ARE                                  | ARE                                  | 23     | 5       |
| 2008 | iSport International | 2                                    | 19                                   | 7                                    | 2                                    | NU                                   | 8                                    | 4                                    | NU                                   | DK                                   | 11                                   | 23     | 5       |

### Formuła E
| Legenda oznaczeń w tabelach wyników Wyświetl szablon na nowej stronie | Legenda oznaczeń w tabelach wyników Wyświetl szablon na nowej stronie                                                                     |
| Oznaczenie                                                            | Wyjaśnienie |
| --------------------------------------------------------------------- | --- |
| Złoty                                                                 | Zwycięzca lub mistrzostwo |
| Srebrny                                                               | 2. miejsce lub wicemistrzostwo |
| Brązowy                                                               | 3. miejsce lub II wicemistrzostwo |
| Zielony                                                               | Ukończył, punktował (w klasyfikacji generalnej, gdy zdobył co najmniej jeden punkt na przestrzeni sezonu, poza trzema powyższymi opcjami) |
| Niebieski                                                             | Ukończył, nie punktował (w klasyfikacji generalnej, gdy nie zdobył co najmniej jednego punktu na przestrzeni sezonu)                      |
| Czerwony                                                              | Nie zakwalifikował się (NZ) |
| Czerwony                                                              | Nie prekwalifikował się (NPK) |
| Różowy                                                                | Nie ukończył (NU) |
| Różowy                                                                | Niesklasyfikowany (NS) (w klasyfikacji generalnej, gdy nie został sklasyfikowany w żadnym wyścigu sezonu)                                 |
| Czarny                                                                | Zdyskwalifikowany (DK) |
| Czarny                                                                | Wykluczony (WYK/EX) |
| Biały                                                                 | Nie wystartował (NW) |
| Biały                                                                 | Kontuzjowany (K/INJ) |
| Biały                                                                 | Wyścig odwołany (OD/C) |
| Bez koloru                                                            | Został wycofany (WYC/WD) |
| Bez koloru                                                            | Nie przybył (NP/DNA) |
| Bez koloru                                                            | Nie brał udziału w treningach (NT/DNP) |
| Bez koloru                                                            | Nie został zgłoszony (–) |
| Pogrubienie                                                           | Start z pole position |
| Kursywa                                                               | Najszybsze okrążenie wyścigu |
| †                                                                     | Nie ukończył, ale jego rezultat został zaliczony ze względu na przejechanie więcej niż 90% dystansu wyścigu.                              |
| *                                                                     | Sezon w trakcie |
| 1/2/3                                                                 | Punktowana pozycja w sprincie kwalifikacyjnym                                                                                             |
| Lista systemów punktacji Formuły 1                                    | |

| Rok       | Zespół          | Wyniki w poszczególnych eliminacjach | Wyniki w poszczególnych eliminacjach | Wyniki w poszczególnych eliminacjach | Wyniki w poszczególnych eliminacjach | Wyniki w poszczególnych eliminacjach | Wyniki w poszczególnych eliminacjach | Wyniki w poszczególnych eliminacjach | Wyniki w poszczególnych eliminacjach | Wyniki w poszczególnych eliminacjach | Wyniki w poszczególnych eliminacjach | Wyniki w poszczególnych eliminacjach | Punkty | Pozycja |
| --------- | --------------- | ------------------------------------ | ------------------------------------ | ------------------------------------ | ------------------------------------ | ------------------------------------ | ------------------------------------ | ------------------------------------ | ------------------------------------ | ------------------------------------ | ------------------------------------ | ------------------------------------ | ------ | ------- |
| 2014/2015 | Mahindra Racing |                                      | Malezja                              | Urugwaj                              | Argentyna                            | Stany Zjednoczone                    | Stany Zjednoczone                    | Monako                               | Niemcy                               | Rosja                                | Wielka Brytania                      | Wielka Brytania                      | 40     | 10      |
| 2014/2015 | Mahindra Racing | NU                                   | 14†                                  | 6                                    | 5                                    | NU                                   | 5                                    | NU                                   | 17                                   | 16                                   | 16                                   | 4                                    | 40     | 10      |
| 2015/2016 | Mahindra Racing |                                      | Malezja                              | Urugwaj                              | Argentyna                            | Meksyk                               | Stany Zjednoczone                    | Francja                              | Niemcy                               | Wielka Brytania                      | Wielka Brytania                      |                                      | 52     | 11      |
| 2015/2016 | Mahindra Racing | 13                                   | 5                                    | NU                                   | 10                                   | 10                                   | 5                                    | 9                                    | 15                                   | 2                                    | 6                                    |                                      | 52     | 11      |